# Морски миномет
Морски миномет или (по-правилно) Метателен минен апарат— флотско оръжие за морски бой, в третата третина на 19 век и началото на 20 век смятано за възможна алтернатива на торпедата. Поставя се на миноноски и минните катери, в т.ч. и руски. Също морски миномет се нарича устройството за поставяне чрез изстрелване на дънни мини на американски миночистачи от времето на Втората световна война (в т.ч. и използвани от ВМФ на СССР).
Далечината на стрелба по морска цел от 254 mm метателен минен апарат е около 40 метра (на сушата – до 200 m), теглото на заряда взривно вещество в метателната мина е около 31 kg. Използването – сходно с морските бомбомети.